# Boudabousia
Genre
Boudabousia est un genre de bacilles Gram positifs de la famille des Actinomycetaceae. Son nom fait référence au microbiologiste A. Boudabous Chihi, en hommage à ses contributions à la systématique des Procaryotes.

## Taxonomie
Ce genre est créé en 2018 par I. Nouioui et al. lors de la révision de l'embranchement des « Actinobacteria » (devenu Actinomycetota) réalisée par cette équipe à l'aide de techniques de phylogénétique moléculaire. Il est validé la même année par une publication dans l'IJSEM. En s'appuyant sur le séquençage de génomes complets, et non sur celui d'un seul gène tel que celui de l'ARNr 16S, cette équipe propose la création de 17 nouveaux genres d’Actinomycetota, dont Boudabousia. À sa création ce genre se compose donc uniquement d'espèces reclassées, et toutes sont en provenance du genre Actinomyces.

## Liste d'espèces
Selon la LPSN (6 décembre 2022) :
- Boudabousia liubingyangii (Meng et al. 2017) Yang et al. 2021
- Boudabousia marimammalium (Hoyles et al. 2001) Nouioui et al. 2018 – espèce type
- Boudabousia tangfeifanii (Meng et al. 2018) Yang et al. 2021